# Эрхард, Юлий
Юлий Эрхард (нем. Julius Erhard; 1827 — 4 марта 1873) — немецкий врач и медицинский писатель, специалист по ушным болезням, исследователь отита.
После получения медицинского образования был практикующим врачом-отоларингологом на улице Линден в Берлине. В 1861 году защитил габилитационную диссертацию по медицине, после чего преподавал ушные болезни в Берлинском университете, имел учёное звание доцента.
Основные работы: «De auditu quodam difficili, nondum observato» (Берлин, 1849), «Ueber Schwerhörigkeit, heilbar durch Druck» (Лейпциг, 1856); «Klinische Otiatrie» (Берлин, 1863); «Vorträge über die Krankheiten des Ohres» (Лейпциг, 1875).